# جيمس ويلسون كليفتون
جيمس ويلسون كليفتون (بالإنجليزية: James Clifton Wilson)‏ (و. 1874 – 1951 م) هو سياسي، وقاض، ومحام من الولايات المتحدة الأمريكية .